# (2293) Герника
(2293) Герника — астероид главного пояса, который был открыт 13 марта 1977 года советским астрономом Н.С.Черных в Крымской астрофизической обсерватории и назван в честь испанского города Герника,  пострадавшего в результате варварской бомбардировки фашистской авиацией.